# Тумсуба (Міссісіпі)
Тумсуба (англ. Toomsuba) — переписна місцевість (CDP) в США, в окрузі Лодердейл штату Міссісіпі. Населення — 778 осіб (2020).

## Географія
Тумсуба розташована за координатами 32°25′49″ пн. ш. 88°30′26″ зх. д. / 32.43028° пн. ш. 88.50722° зх. д. (32.430282, -88.507088).  За даними Бюро перепису населення США в 2010 році переписна місцевість мала площу 12,96 км², з яких 12,14 км² — суходіл та 0,81 км² — водойми.

## Демографія
Згідно з переписом 2010 року, у переписній місцевості мешкали 773 особи в 296 домогосподарствах у складі 211 родини. Густота населення становила 60 осіб/км².  Було 348 помешкань (27/км²).
Расовий склад населення:
| - 60,5 % — білих - 39,3 % — чорних або афроамериканців |

До двох чи більше рас належало 0,1 %. Частка іспаномовних становила 0,3 % від усіх жителів.
За віковим діапазоном населення розподілялося таким чином: 24,3 % — особи молодші 18 років, 64,2 % — особи у віці 18—64 років, 11,5 % — особи у віці 65 років та старші. Медіана віку мешканця становила 36,4 року. На 100 осіб жіночої статі у переписній місцевості припадало 92,8 чоловіків;  на 100 жінок у віці від 18 років та старших — 98,3 чоловіків також старших 18 років.
Середній дохід на одне домашнє господарство  становив 36 945 доларів США (медіана — 47 525), а середній дохід на одну сім'ю — 36 257 доларів (медіана — 48 000). Медіана доходів становила 25 136 доларів для чоловіків та 16 300 доларів для жінок. За межею бідності перебувало 38,1 % осіб, у тому числі 72,3 % дітей у віці до 18 років та 0,0 % осіб у віці 65 років та старших.
Цивільне працевлаштоване населення становило 459 осіб. Основні галузі зайнятості: виробництво — 35,1 %, мистецтво, розваги та відпочинок — 17,4 %, роздрібна торгівля — 16,3 %.